# Phragmatoecioides pectinicornis
Phragmatoecioides pectinicornis är en fjärilsart som beskrevs av Embrik Strand 1915. Phragmatoecioides pectinicornis ingår i släktet Phragmatoecioides och familjen träfjärilar. Inga underarter finns listade i Catalogue of Life.